# Mama Lola
Mama Lola   (Port-au-Prince, 1 de gener de 1936 - 2020) Marie Thérèse Alourdes Macena Champagne Lovinski, va ser una mambo (sacerdotessa) de la religió diàspòrica africana del vodú haitià. Va viure als Estats Units des de 1963.
Nascuda a Port-au-Prince, Mama Lola descendeix d'una llarga nissaga de mambos i houngans. Ella mateixa va assumir les funcions de mambo quan tenia trenta anys després d'haver-se traslladat als Estats Units. Va ser una sanadora, ritualista i guia espiritual molt respectada en la comunitat d'immigrants haitians de la ciutat de Nova York i les seves xarxes al llarg de la costa oriental i a l'estranger quan va conèixer l'antropòloga i acadèmica d'estudis religiosos Karen McCarthy Brown el 1978. La col·laboració més coneguda entre Mama Lola i Brown al llarg de la seva relació d'amistat i recerca de més de trenta anys és Mama Lola: A Vodou Priestess in Brooklyn, un llibre de 1991 sobre les pràctiques religioses de Mama Lola i el context cultural haitià i estatunidenc de la seva vida.
Mama Lola va anar augmentar la seva visibilitat pública a mesura que continuava treballant amb Brown en projectes i publicacions acadèmics posteriors i en els sectors de les arts i la cultura. És important destacar que va aprofundir i expandir les seves pròpies xarxes entre la població caribenya de Nova York i l'est del Canadà, la diàspora haitiana, els centres religiosos i culturals afrodiàspòrics als Estats Units i entre persones que no coneixien el vodú i a les que va atreure a mesura que guanyava popularitat.

## Biografia

### Primers anys de vida
Mama Lola va néixer a Port-au-Prince, Haití. Era la quarta i la més jove filla de Philomise Macena, una mambo originària de Jean-Rabel i molt respectada a Port-au-Prince quan va néixer Mama Lola. El seu pare biològic, Alphonse "Pèpe" Champagne, va estar absent durant gran part de la seva infància. Fins que va poder desenvolupar una relació significativa amb ell, va utilitzar el cognom de la seva mare (Macena).
Mama Lola va residir durant la major part de la seva infància i la seva primera adolescència amb familiars ficticis i altres parents de la família materna, primer es va mudar amb una mare d'acollida quan era petita i després va viure amb el seu germà gran i la seva dona durant l'infantesa tardaa i l'inici de l'adolescència. Després de quedar embarassada del seu primer fill "Jean Pierre" (pseudònim) als catorze anys a través d'una relació amb un altre adolescent, es va traslladar de la casa del seu germà i la seva cunyada a la casa de la seva mare al Bas-Peu-. Barri de-Chose de Port-au-Prince.
Als quinze anys, Mama Lola va assajar amb èxit per convertir-se en cantant a la Troupe Folklorique Nationale (Cor Nacional de Folklore d'Haití), un cor folklòric i un grup de dansa estatal que promovia una versió nacionalista de la cultura i la història indígenes haitianes, especialment de vodú, a Haití i a l'estranger. Tot i que interpretava cançons sagrades per a la Troupe, no havia fet els tràmits formals per iniciar-se en el vodú, havent observat gran part del treball espiritual i cerimonial de la seva mare des de la distància.
Mama Lola va conèixer un fotògraf que viatjava amb la companyia durant la gira i finalment es va convertir en la seva parella estable. Junts van muntar la seva pròpia llar, on vivien amb el seu fill i la seva filla Maggie.
Al voltant d'aquesta època, Mama Lola va tornar a contactar amb el seu pare biològic (i va començar a utilitzar el seu cognom), qui desaprovava la seva relació amb el pare de Maggie. En un moviment per satisfer les seves expectatives de respectabilitat, va acceptar la proposta de matrimoni del propietari d'una petita empresa que s'havia acostat a ella a una església. Poc després, el seu marit va insistir perquè deixés de cantar amb la companyia. Tot i que ella va acceptar, ell es va tornar cada cop més abusiu fins al punt que va decidir deixar-lo.
La situació financera de Mama Lola es va deteriorar greument després de la seva separació del seu marit, fet que es veia agreujat pel fet que en aquells moment les dones treballadores eren sovint pressionades perquè intercanviessin sexe per oportunitats laborals o per una remuneració. A través d'una relació romàntica amb un amic que no era client, es va quedar embarassada del seu tercer fill, "William" (pseudònim) si bé aquest amic no l'ajudà a l'hora de criar el seu fill. Finalment, va començar una relació amorosa llarga amb un taxista amb feina estable. Amb el seu suport, va poder deixar el treball sexual i planificar maneres alternatives de complementar els seus ingressos. Va demanar al seu germà "Jean" (pseudònim), que vivia als Estats Units, una petita quantitat de diners per muntar el seu propi negoci i ell li va oferir-se a patrocinar la seva immigració als Estats Units. Aleshores va prendre la dura de decisió de deixar la seva parella, amb qui feia tres anys que vivia, i emigrar a la recerca d'oportunitats.

### Trasllat als Estats Units
El 1963, Mama Lola es va traslladar a Brooklyn, Nova York, i els seus tres fills es van quedar amb la seva mare. El seu primer any va estar ple de dificultats i incertesa. Va ser hospitalitzada dues vegades diferents amb una infecció intestinal greu d'origen desconegut i cada cop rebé l'extrema unció. "Yvonne Constant" (pseudònim), una amiga de la família, va anar a cercar-la quan va rebre l'alta de l'hospital per segona vegada i la va convidar a viure a casa seva. La cunyada de Mama Lola a Nova York li va parlar d'un somni intens que Mama Lola va interpretar com un missatge d'Azaka, un dels loa (entitats vodú), per a que busqués tractament a Haití. Amb l'ajuda addicional de "Constant", que li va donar els fons necessaris, va visitar la seva mare Philomise. Poc després de la seva arribada a la casa, Philomise va caure en un estat de trànsit i el loa Papa Ogou va dir a Mama Lola que emprengués el nivell més alt d'iniciació del sacerdoci (per prendre l'ason) per tal de fer el treball espiritual. Va fer els primers passos per convertir-se en mambo durant aquell mateix viatge i va prometre recaptar els diners necessaris per completar les properes etapes d'iniciació al sacerdoci en el futur.
Després de tornar a Brooklyn, la seva capacitat per aconseguir una feina a la bugaderia d'un centre de gent gran li va semblar fortuïta. Aproximadament un any després, va poder fer emigrar els seus tres fills i viure amb ella. Tot i les complicacions, durant aquest temps va recaptar els fons necessaris per tornar a Haití i completar la iniciació per convertir-se en mambo asogwe. A Nova York, les seves pràctiques de cant i curació sagrats com a mambo van atreure un nombre creixent de clients amb els quals feia treballs espirituals a l'est dels Estats Units, l'est del Canadà, el Carib i Amèrica Central. inicialment, els diners que va guanyar amb el treball van complementar els seus ingressos de feines mal pagades fins que va poder guanyar prou com per a dedicar-s'hi de manera exclusiva. A finals de la dècada de 1970, Mama Lola era propietària de la seva casa a Fort Greene, Brooklyn, on vivia amb tres generacions de la seva família extensa.

### Treball amb Karen McCarthy Brown
El 1978, Mama Lola va conèixer a Karen McCarthy Brown, una antropòloga que aleshores treballava per al Museu de Brooklyn, en una enquesta etnogràfica de la comunitat d'immigrants haitians locals. Les va presentar l'amic de Brown, Theodore Buteau. Brown havia estat investigant a Haití des de 1973 i va obtenir el seu doctorat el 1976 a la Universitat de Temple, però va considerar la primera reunió amb Mama Lola com la seva introducció als líders espirituals de la comunitat diàspòrica haitiana de la ciutat de Nova York.
Després de tres anys d'investigació i amistat amb Mama Lola i la seva família, Brown es va iniciar en el vodú haitià a la zona de Carrefour i es va convertir en la filla espiritual de Mama Lola. Una de les primeres publicacions de Brown sobre les seves experiències amb Mama Lola va ser un article de 1987 al Journal of Feminist Studies in Religion. Brown va abordar el procés darrere de la seva escriptura i inserció com a personatge a les seves publicacions com una manera "per permetre als lectors veure el meu punt de vista (un altre terme per a biaix) i fer els seus propis judicis al respecte". També de fer justícia a la història de Mama Lola i incloure detalls íntims específics que Mama Lola considerava importants, a més de contrarestar la "imatge distorsionada" que es te del vodú. Després d'articles addicionals i capítols de llibres en antologies, Brown va escriure el llibre Mama Lola: A Vodou Priestess in Brooklyn que va descriure com a "biografia espiritual etnogràfica" amb "històries curtes de ficció" basades en històries dels difunts membres de la família de Mama Lola i altres avantpassats. Per a la primera edició del seu llibre, Brown va acceptar la petició de Mama Lola de protegir la privadesa d'ella i de la seva família utilitzant pseudònims i fotos en què no podien ser identificats. En conseqüència, Brown es referia a Mama Lola com "Marie Thérèse Alourdes Macena Margaux Kowalski" i "Alourdes". Abans de la publicació del llibre, el sobrenom de "Mama Lola" havia estat utilitzat principalment pels nens petits de la família de Champagne per dirigir-se a ella. La publicació del llibre va popularitzar el sobrenom i va començar a utilitzar targetes de visita personalitzades "Mama Lola, Voodoo Priestess" a mesura que va emergir com una figura més pública a la dècada de 1990.
El llibre Mama Lola va guanyar molts premis, com ara el Victor Turner Prize de l'American Anthropological Association i el premi de l'American Academy of Religion al millor primer llibre d'història de les religions. Després de la publicació del llibre, tant Brown com Mama Lola van ser convidades a parlar en diversos col·legis, universitats i llocs d'art i cultura. Tal com va explicar Brown, Mama Lola es va convertir en "una mena de celebritat" que va ser buscada per a esdeveniments públics i treball espiritual per una gran varietat de persones. Sovint, Maggie acompanyava les activitats de publicació de llibres de Brown i Mama Lola i demostrava tenir recursos i lideratge. Les seves activitats inclogueren la seva participació, com a delegació especial, l'any 1993, a la invitació del president de Benín Nicephore Soglo a una sèrie d'esdeveniments de dues setmanes de commemoració anomenada "Reunió de Cultures Vodun". Allà Mama Lola va iniciar el que es convertiria en una amistat duradora amb el desaparegut Daagbo Hounon Houna (1916-2004), el cap suprem del vodun a Ouidah, i la seva participació al consell assessor i al circuit de conferències per a l'exposició de 1995 "Les arts sagrades del vodú haitià" celebrada al Museu d' Història Cultura Fowler de la UCLA.
En un article més breu de 1999, capítol d'una antologia de 2001 i l'epíleg de l'edició de 2001, Brown va descriure els reptes i els canvis en la seva relació amb Mama Lola a mesura que participaven cada cop en més en esdeveniments públics juntes. També celebrava el paper de Mama Lola com a líder transnacional de les tradicions religioses de la diàspora africana i les pràctiques espirituals emergents i va destacar el llegat de l'esclavitud transatlàntica i l'impacte del racisme contemporani.
Les publicacions de Brown fins al 1995 es referien a Mama Lola i la seva família a través de pseudònims i Brown només utilitzava fotografies que protegien la seva privadesa. La publicació del llibre sobre l'exposició "Arts Sagrades" va revelar més la identitat de Mama Lola a través de fotografies i part del seu nom legal (Alourdes Champagne). Brown va revelar més detalls a l'edició actualitzada i ampliada del 2001 de "Mama Lola" amb un nou prefaci, epígraf i deu pàgines de fotos que incloien imatges inèdites de Mama Lola i molts dels seus familiars. Mama Lola havia demanat explícitament que Brown inclogués el seu nom legal complet a l'edició de 2001. En un acord amb la família, Brown també va revelar els noms reals de la seva filla Maggie i la seva néta Marsha.
Tot i la jubilació de Brown el 2009 i la seva llarga lluita amb la malaltia d'Alzheimer fins a la seva mort el 2015, va mantenir les seves relació amb Mama Lola i la seva família. El Congrés de Santa Bàrbara (KOSANBA), una associació acadèmica per a l'estudi del vodú haitià, va emprendre "el projecte que estava més a prop del cor de Karen" de traduir Mama Lola al francès i així fer-lo accessible a un públic més ampli a Haití i al món francòfon amb una data de publicació prevista el 2022.

### Reconeixement en la comunitat haitiana dels Estats Units
A mitjans de la dècada de 1990, Mama Lola i la seva família estaven ben establertes a Flatbush, Brooklyn. A diferència de la seva casa a Fort Greene a finals de la dècada de 1970 i principis de la dècada de 1980 (descrita per Brown com l'única casa d'una família haitiana al bloc) Mama Lola a Flatbush es trobava en una zona amb una població haitiana i haitiana-estatunidenca ben establertes i considerada com un centre de la vida cultural de les Índies Occidentals. De fet, la casa de Mama Lola es trobava en una zona de Flatbush que va passar a ser designada com el "Little Haiti Business and Cultural District" el 2018. La seva comunitat de fills espirituals incloïa moltes persones d'altres parts del Carib, de la costa est dels EUA i l'est del Canadà i va continuar creixent. Mama Lola també va mantenir llaços estrets directes amb la seva terra natal, insistint a dur a terme iniciacions de nivell superior només a Haití. Visità sovint l'illa fins al terratrèmol d'Haití del 12 de gener de 2010.
Mama Lola va rebre un ampli reconeixement per part d'organitzacions i institucions comunitàries amb seu a Nova York que celebren el lideratge de les dones afroamericanes i del Carib i l'herència cultural haitiana. Va continuar participant en esdeveniments relacionats a les universitats locals fins al 2011.
La família de Mama Lola, els fills espirituals i els amics propers la van presentar a xarxes de confiança de practicants de vodú, de vodú de Nova Orleans, de santería, i altres religions tradicionals africanes i afroamericanes. Mitjançant el boca-orella o reunions a diversos centres espirituals i cases particulars, Lola va acollir més devots a la seva família espiritual i va integrar altres pràctiques de fe a la seva vida i treball espirituals.
A mitjans de la dècada de 1990, Mama Lola havia desenvolupat relacions molt estretes amb els practicants de la santería de la badia de San Francisco. Ella va guiar la seva iniciació al vodú i es va unir a ells com a companya "santera" (iniciada femenina) l'any 2000. Entre les seves amigues més properes de la santería hi havia sacerdotesses d'Oakland amb qui visitava, participava en activitats i cerimònies culturals locals i feia feina de curació.
A finals de la dècada de 1990, Mama Lola va ser presentada per un amic a una practicant del vodú de Nova Orleans que havia establert un centre cultural anys abans dedicat al vodú local i les seves connexions més àmplies amb les arts i les pràctiques espirituals a l'Àfrica occidental i a tota la diàspora africana. Aquesta practicant aviat es va convertir en una de les filles espirituals de la Lola. A principis dels anys 2000, Lola es quedaria a Nova Orleans per passar temps amb aquesta part de la seva família espiritual i participar en serveis de consulta espiritual, treballs de curació, culte i esdeveniments culturals organitzats pel Voodoo Authentica Cultural Center & Collection. Va dividir el seu temps entre Brooklyn i Nova Orleans i es va unir al VOODOOFEST anual de Voodoo Authentica a Halloween, un festival gratuït des de 1998 que celebra, educa i preserva les tradicions vodú a Nova Orleans, i que culmina amb una cerimònia de curació ancestral en nom de la ciutat. Mama Lola es va convertir en una cara pública del vodou haitià a Nova Orleans gràcies a les relacions addicionals que Voodoo Authentica havia conreat i mantingut al llarg dels anys. Per exemple, va presidir els serveis al loa, el cant sagrat, i un panell sobre les connexions entre el vodú haitià i el vodú de Nova Orleans amb mambos i houngans de Nova York i Haití al Festival de Jazz i Patrimoni de Nova Orleans de 2011.

### Darrers anys de vida
Mama Lola es va retirar gradualment de la vida pública. La seva filla Maggie, la seva néta Marsha, els mambo i houngan amb qui mantenia una amistat més profunda i els seus Fey pitit (fills espirituals) van assumir algunes de les seves tasques a Nova York, Haití i Nova Orleans. Va morir el 2020 a l'edat de 87 anys. El seu llegat continua sent celebrat per la seva família, fills espirituals i amics.